# Cilicija (satrapija)
Cilicija (tur. Çukurova) je antička satrapija (pokrajina) Perzijskog Carstva. Glavni grad Cilicije bio je Tars. Perzijski vladar Kir Veliki 540-ih pr. Kr. priključuje regiju svom carstvu. Prema Herodotu, Cilicija je bila dužna plaćati godišnji danak od 360 konja i 500 talenata srebra. Plodne ravnice Cilicije predstavljale su okosnicu njenog gospodarstva. U pokrajini je postojalo nekoliko svetišta poput Kastabale, Mazace ili Mala, koji nisu bili dužna plaćati danak, budući kako su Perzijanci provodili liberalnu politiku tolerancije prema drugim religijama. Zadnji vazalni kralj Cilicije vladao je u doba građanskog rata između perzijskog vladara Artakserksa II. i njegova brata Kira Mlađeg, a borio se na strani potonjeg. Nakon što je Artakserkso II. ugušio pobunu i ubio Kira Mlađeg, cilicijski kralj je pogubljen a Cilicija je dobila status obične satrapije. Zadnji satrap (namjesnik) koji je vladao Cilicijom bio je Mazej iz Babilonije, kojeg je zbacio Aleksandar Makedonski u vrijeme njegovih pohoda.

## Vanjske poveznice
- Cilicija, Livius.org  Arhivirana inačica izvorne stranice od 28. srpnja 2014. (Wayback Machine)